# 「譴責鎮壓，撤回惡法」大遊行
「譴責鎮壓，撤回惡法」大遊行，通稱「616大遊行」，由香港民間人權陣線（民陣）於2019年6月16日舉辦，是6月9日遊行後再一次同類遊行。由於6月15日政府宣告暫緩修法，關於修法本身的民情已降温，但追究警察在6月12日街道佔領時濫權的呼聲令運動遲遲不能收場。由此，本遊行提出五大要求：撤回《逃犯條例修訂草案》、不檢控示威者、追究6月12日街道佔領時警方以催淚彈和橡膠子彈濫用武力執法及向醫院索閱示威者資料，以檢控示威者的責任、撤銷6月12日衝突的暴動定性，以及時任行政長官林鄭月娥下台。遊行後政府對示威者訴求毫無回應，令運動膠着。後續有6月21日圍堵行政機關與警察總部。
國際廣泛關注此遊行，翌日登《紐約時報》與《華盛頓郵報》美國印刷版頭版。此遊行的人數是國際焦點，香港遊行的主辦方與警方公布人數一向相差數倍，主辦單位公佈遊行有200萬零1人參與，是香港史上主辦方公布最多人參加的遊行；而警方宣稱遊行人數僅有33.8萬人，警方計算遊行人數的方法令一部分媒體如路透社、BBC、天下雜誌及HKFP等提出質疑。由於本遊行倉促成行，不像6月9日與7月1日的遊行有人工智能客觀統計，加上這次大遊行中人流不斷溢出多條原定遊行路線以外的街道，令統計人數工作更困難，本遊行雙方差距甚大的人數統計令到人工智能取代傳統點算之議方興未艾。眾多第三方統計之中，路透社與一眾日本傳媒僅引用了在現場調試人工智能系統的葉兆輝所提供的估算「50－80萬人」。

## 背景
2019年，香港特別行政區政府提交逃犯條例修訂草案，容許行政長官單次移交逃犯予未簽訂引渡協議之國家或地區，當中包括中國大陸、澳門和臺灣。此提案源於潘曉穎命案，現時香港法律無法向臺灣移交疑犯，同時特區政府宣稱原有逃犯移交條例不包括中國大陸及澳門亦是「法律缺陷及漏洞」。草案甫經提出，便招致社會各方質疑和關切香港作為獨立司法管轄區的獨立性或遭削弱。
同年5月20日，特區政府要求立法會繞過法案委員會，在6月12日直上大會審議條例。有見於此，民陣在6月9日舉行遊行，抗議當局強行提交草案。主辦聲稱有103萬市民參與遊行，而警方數字則為高峰時有24萬。當晚，政府發表聲明，堅持提交草案之立場。
為了阻止立法會二讀草案，大批香港市民在6月12日罷工、罷課及罷教，在金鐘一帶示威。其後，他們佔領立法會附近道路，以阻止開會。警察使用橡膠子彈及布袋彈等武器對付示威者，事件導致八十多人受傷；而警務處亦以「暴動」定性這次集會，激起民憤。有見及此，民陣在13日向警方申請，於16日再次舉辦遊行。

## 籌備過程

### 政府暫緩拒撤回，民陣再遊行
6月15日（即遊行前一日）下午，行政長官林鄭月娥見記者，宣佈「暫緩」《逃犯條例》修訂工作，重新與社會溝通。她指，政府整合意見後，會向立法會保安事務委員會匯報，並徵詢議員意見，決定下一步工作；而政府無意就有關工作設下時限。
民陣回應時，指出暫緩不是撤回，因此遊行將繼續舉行。

### 梁凌杰之死
6月15日下午4時30分，一名35歲身穿黃色雨衣的男子梁凌在金鐘道太古廣場的平台上危坐，雨衣背寫「林鄭殺港 黑警冷血」，並掛起「反送中 No Extradition To China」的橫額，上面亦寫有「全面撤回送中，我們不是暴動，釋放學生傷者，林鄭下台，Help Hong Kong」的訴求標語。警方瞬即封鎖金鐘道西行兩條行車線以處理事件，警察只容許警察谈判组到場勸告該男子，並阻止鄺俊宇議員接近。
晚上9時15分，該男子突然爬出棚架，有多名消防員嘗試將他拉回平台上但未果，最終墮地。地面雖有消防設置的充氣床，但因為行人路欄杆阻擋及太古廣場外牆正進行修復工程，故此未能放到最近太古廣場的位置，結果该男子墮於充氣床及大廈之間的位置，重傷昏迷。他被送往律敦治醫院搶救，惜證實不治。生前留有兩封遺書，分別交待身後事和表達反對修例。市民陸續在太古廣場外獻花悼念死者，當中包括佔中三子之一朱耀明牧師。
部分傳媒及反對修例的市民均認為事件的責任歸於政府漠視民意。另外建制派網媒《點新聞》引據網上謠言宣稱梁凌杰正牽涉數宗犯罪和收了鄺俊宇議員的錢而行動，並在最後一通電話與鄺俊宇交涉銀行過數問題，指鄺俊宇在梁凌杰墜樓後沒有理會便離開。鄺俊宇批評造謠者卑鄙，形容《點新聞》「踩著死者屍體去作新聞」、可恥、違反做人最基本道德，其報導亂加指控，鄺俊宇打算對抹黑報導採取法律行動。

## 遊行過程

### 6月16日

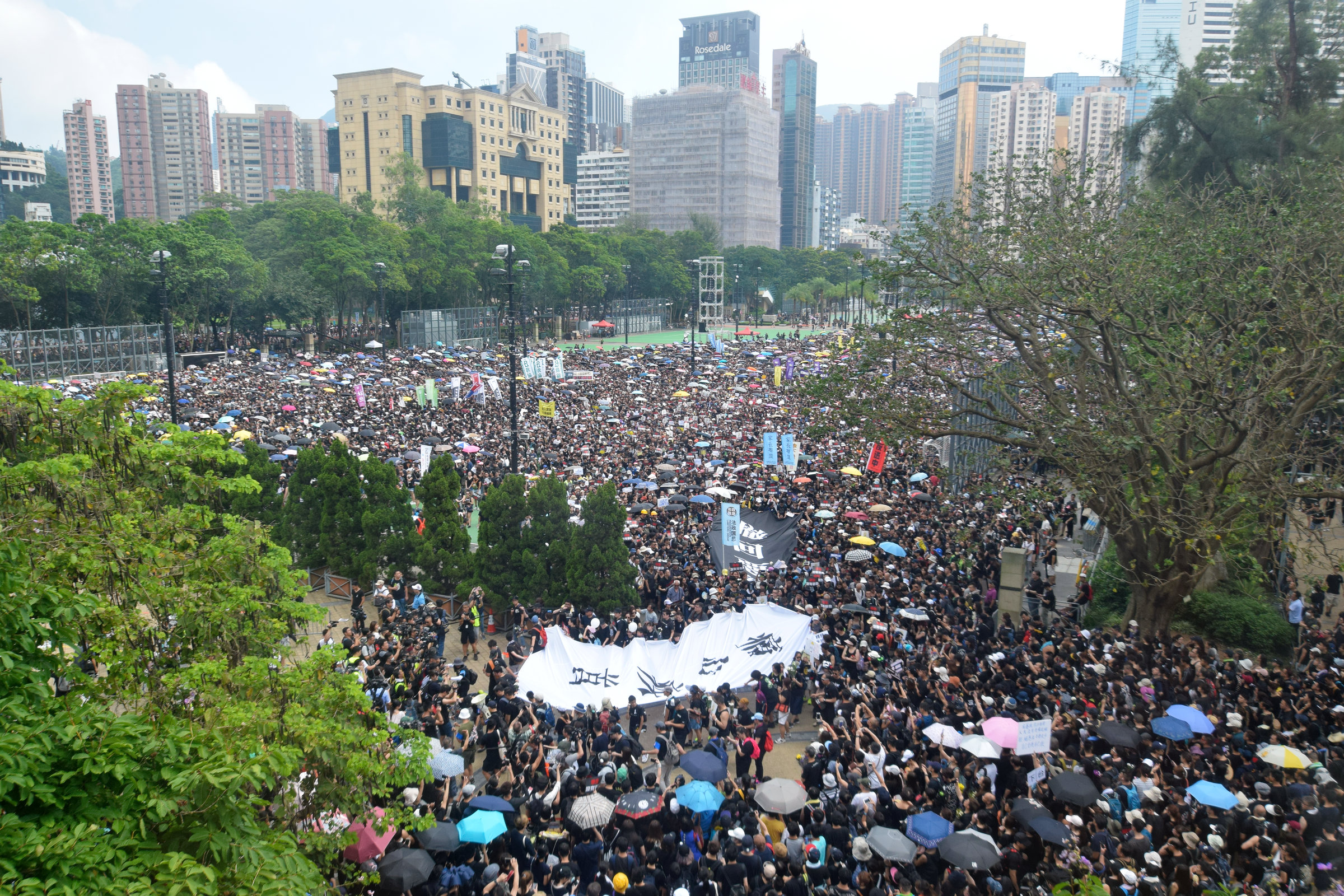
下午2時43分，民陣從維多利亞公園出發

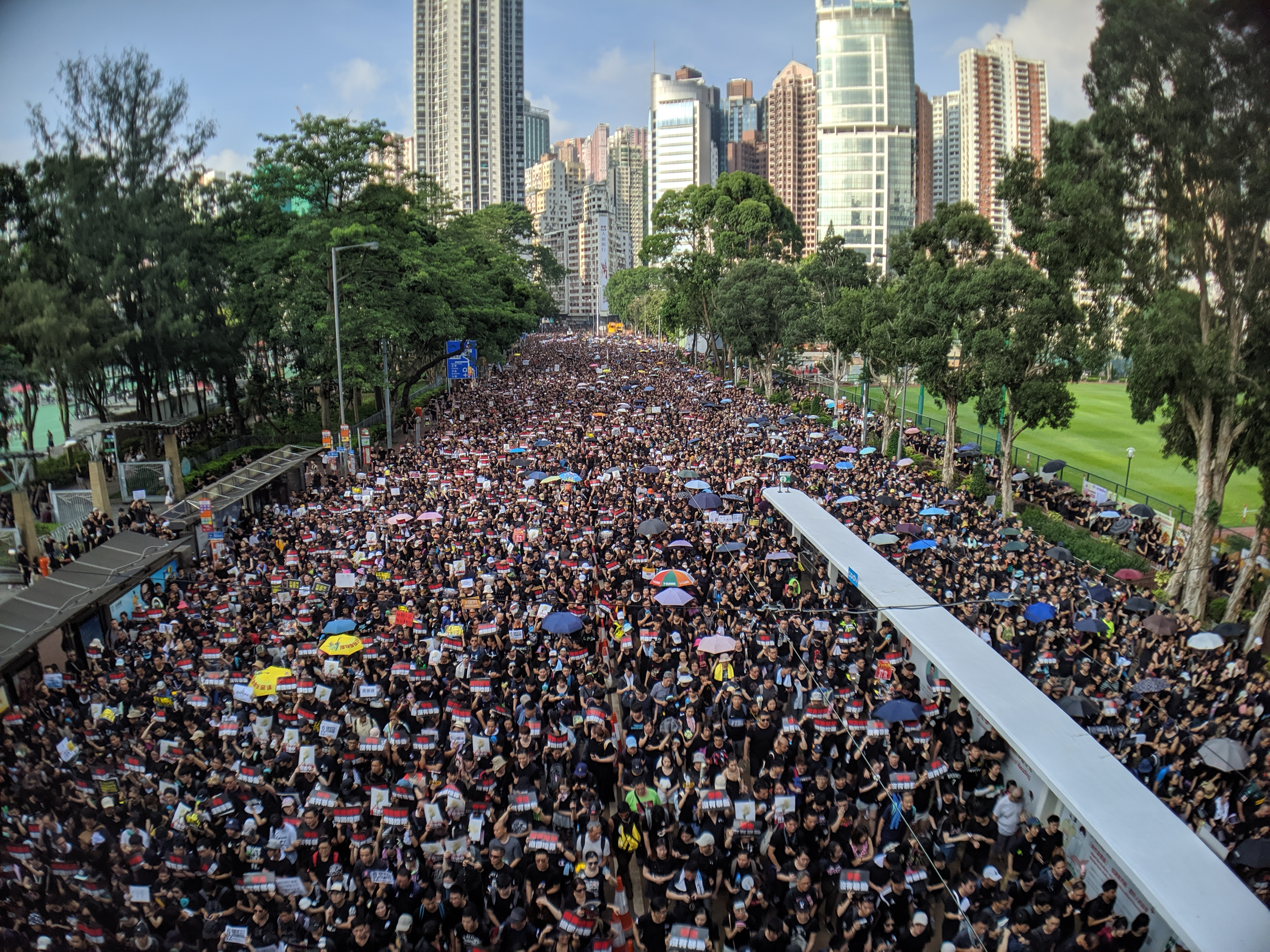
下午5時，剛剛出發的民眾佔滿整條高士威道

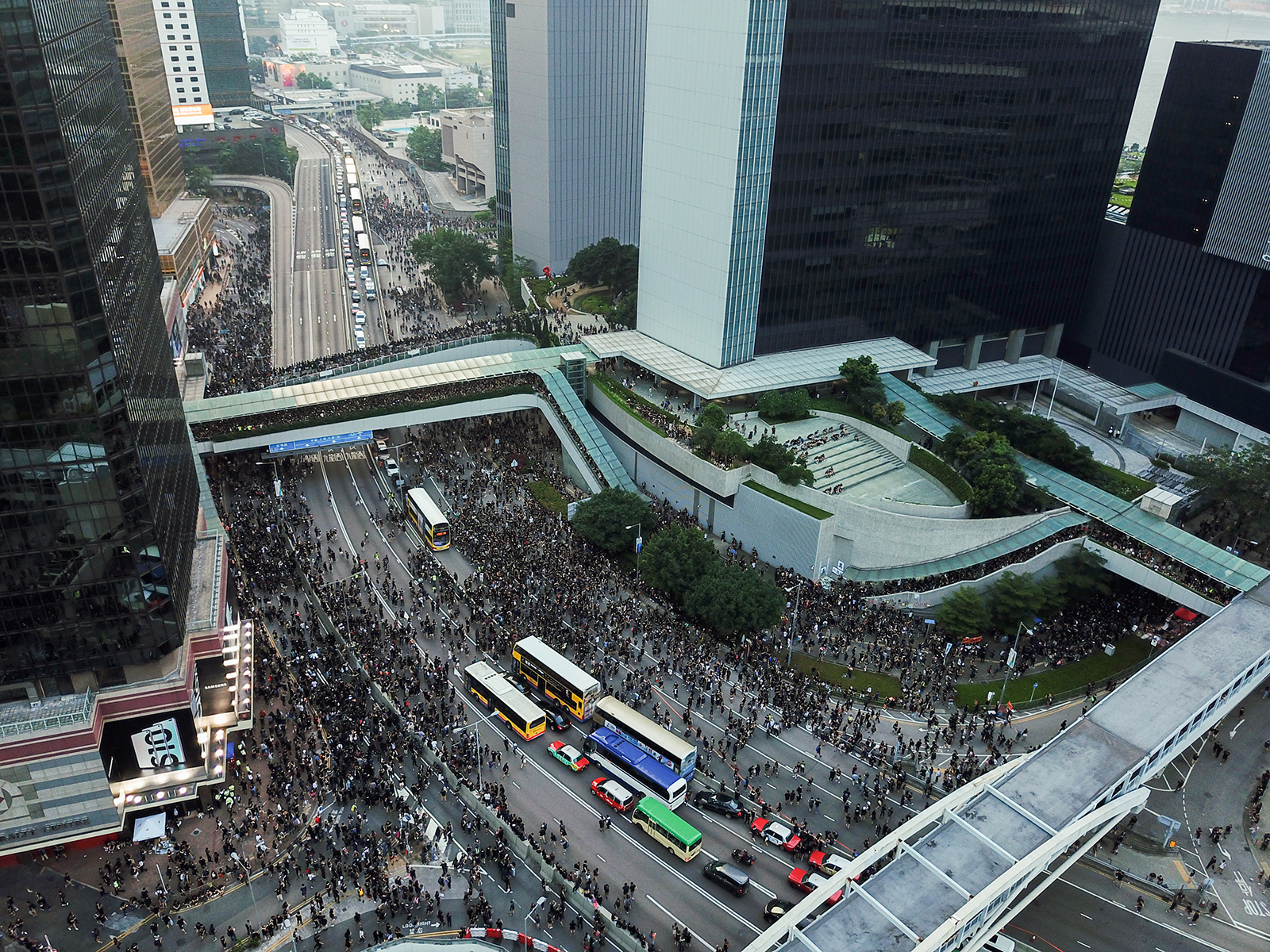
到傍晚6時40分，遊行人士再次佔領夏慤道所有行車線

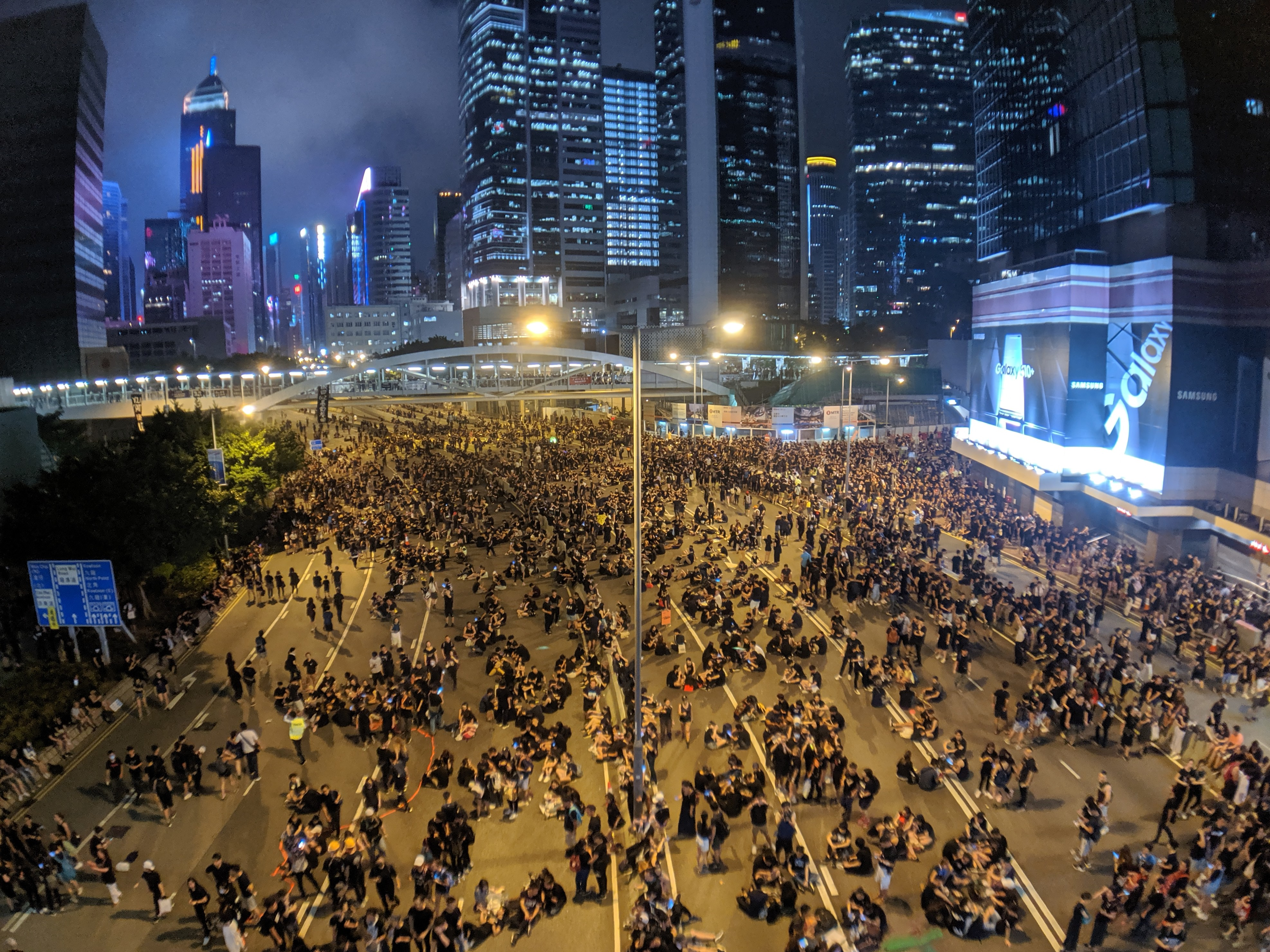
晚上10時，仍有大批民眾留守夏慤道

與6月9日的遊行一樣，此遊行也以銅鑼灣維多利亞公園草地作起點，終點為金鐘添美道的立法會綜合大樓，而警方則增闢1至6號足球場作等候起步點。大會則呼籲參與是次遊行的公眾身穿黑衣。於當日中午12時許，參與遊行的市民陸續抵達維多利亞公園集合。至下午2時，由於正接近起步時間，各區開始出現大批人潮湧往香港島遊行。當中，港鐵的主要轉車站皆擠滿身穿黑衣的示威者，使該等車站需實施人流管理措施，包括暫停使用部分扶手電梯、加派職員疏導乘客、暫停入閘、增設空車接載乘客等。位於遊行起步點的天后站，一度於下午2時因月台過於擠迫，個別列車安排不停天后站，此安排於一小時後取消。在港鐵車廂內，有車長利用廣播系統向參與遊行的市民表達支持。
在其他交通工具方面，九巴於當日早上宣布將會加強前往港島的過海巴士服務，包括102、106、112及116線，以及新界區的過海路線服務。下午起，大量公眾前往紅磡海底隧道轉車站轉乘過海巴士前往港島參與遊行，使人龍一度延伸至車站內。同時，亦有不少市民使用渡海小輪前往港島，令尖沙咀天星碼頭出現大批人潮，龍尾排至星光大道近洲際酒店對出。因應過海人潮，數名小輪公司職員和警察在場維持秩序，小輪公司同時派職員在龍尾安排市民排隊。至稍後時間，等候小輪的人龍更延至超過1公里。
鑑於遊行人士眾多，民陣提前於下午2時43分起步，比原定的下午3時提早，遊行隊頭手持寫有「痛心疾首」的白底黑字，以及寫有「撤回惡法」的黑底白字直幡。而另一批遊行人士在大會未宣布出發時已經在高士威道先行起步，在維多利亞公園對出的高士威道來回所有行車線即時全封予遊行人士，與6月9日的安排不同。警方對遊行人士的安排亦較前一次遊行寬鬆，包括警方沒有阻止市民從由銅鑼灣怡和街、利園山道及灣仔軒尼詩道等遊行沿途各處插隊，以及開放天后一段英皇道電車路，遊行人士可直接由炮台山港鐵站出口直接加入遊行隊伍，遊行龍尾更去到北角。
| 人山人海的遊行情景 |
| - 由香港站往中環站準備前往遊行的人潮 - 銅鑼灣軒尼詩道 希慎廣場外 - 遊行直至晚上，灣仔軒尼詩道莊士敦道街口 遊行人士開啟手機電筒情景 - 灣仔軒尼詩道 軍器廠街街口 - 金鐘道太古廣場外 |

部分市民分流至金鐘太古廣場外悼念於遊行前一日墜樓身亡的示威者梁凌，前立法會議員吳靄儀、劉慧卿亦有到場致意。他們身穿黑衣到場獻花及默哀鞠䩑，有市民難以控制情緒跪地落淚痛哭，現場亦貼滿悼念他的紙條。在太古廣場外，不少市民自備白花獻給死者，亦有市民在場摺花，同時有人派白絲帶。亦有市民掛上死者昨日死者身穿的同款黃色雨衣悼念。至下午3時，愈來愈多市民到該處悼念，現場排隊獻花及上香的人龍一度延伸至位於半山上的花園道纜車站外，太古廣場其中一個出入口亦擠得水泄不通。
遊行途中，由藝人何韻詩、學者許寶強、立法會前議員吳靄儀及何秀蘭成立的「反送中受傷被捕者人道支援基金」設置街站籌款，向市民收集資金支援所有因參與反對修訂逃犯條例示威而受傷及被捕的人士。同時，多個民主派政黨及團體亦在遊行隊伍中設街站協助基金籌款。天主教香港教區前主教陳日君在稍後時分前往位於修頓球場外的街站，向市民表達支持。
| 悼念死者 |
| - 事發現場為金鐘道太古廣場外 - 男子墮斃翌日，遊行期間市民陸續在該處獻花或紙鶴悼念死者 - 太古廣場門外，悼念人士眾多 - 悼念人士排隊上香、躹躬 - 大量市民獻花，擺放至馬路 - 畫家Perry Dino繪畫現場情景 |

下午4時，首批遊行人士抵達金鐘添美道終點，同時宣布因人潮過多開放駱克道分流遊行人士。但民間人權陣線手持直幡的隊頭，則因中途插隊的人潮過多而一直滯留於銅鑼灣崇光百貨外未能前進。該隊頭滯留近50分鐘後終獲開路，取道軒尼詩道東行線離開崇光百貨繼續前進，沿路獲遊行人士歡呼「加油」和拍掌支持。至下午4時30分，位於港島最外圍的幹道告士打道開放西行一條行車線分流示威者，謝斐道亦同時開放分流示威者。當時，因中途插隊人潮，大批位於大後方的天后及炮台山的遊行人士仍未能起步，在英皇道路面等待加入遊行隊伍。下午5時，駱克道所有行車線亦開放予遊行人士，分流軒尼詩道的遊行人潮。
曾於6月12日示威活動中封閉的立法會示威區，在是次遊行中開放予市民自由進出。示威區的停車閘沒有關上，區內亦沒有放置鐵馬讓市民出入。數十名警員只是站在公眾入口戒備，沒有在示威區內巡邏。其後，隨著市民陸續抵達終點，他們紛紛湧入立法會示威區及添馬公園等地方，並向中信大廈方向擴散。大會因應人數眾多，呼籲到達終點的人士往添華道方向集會。

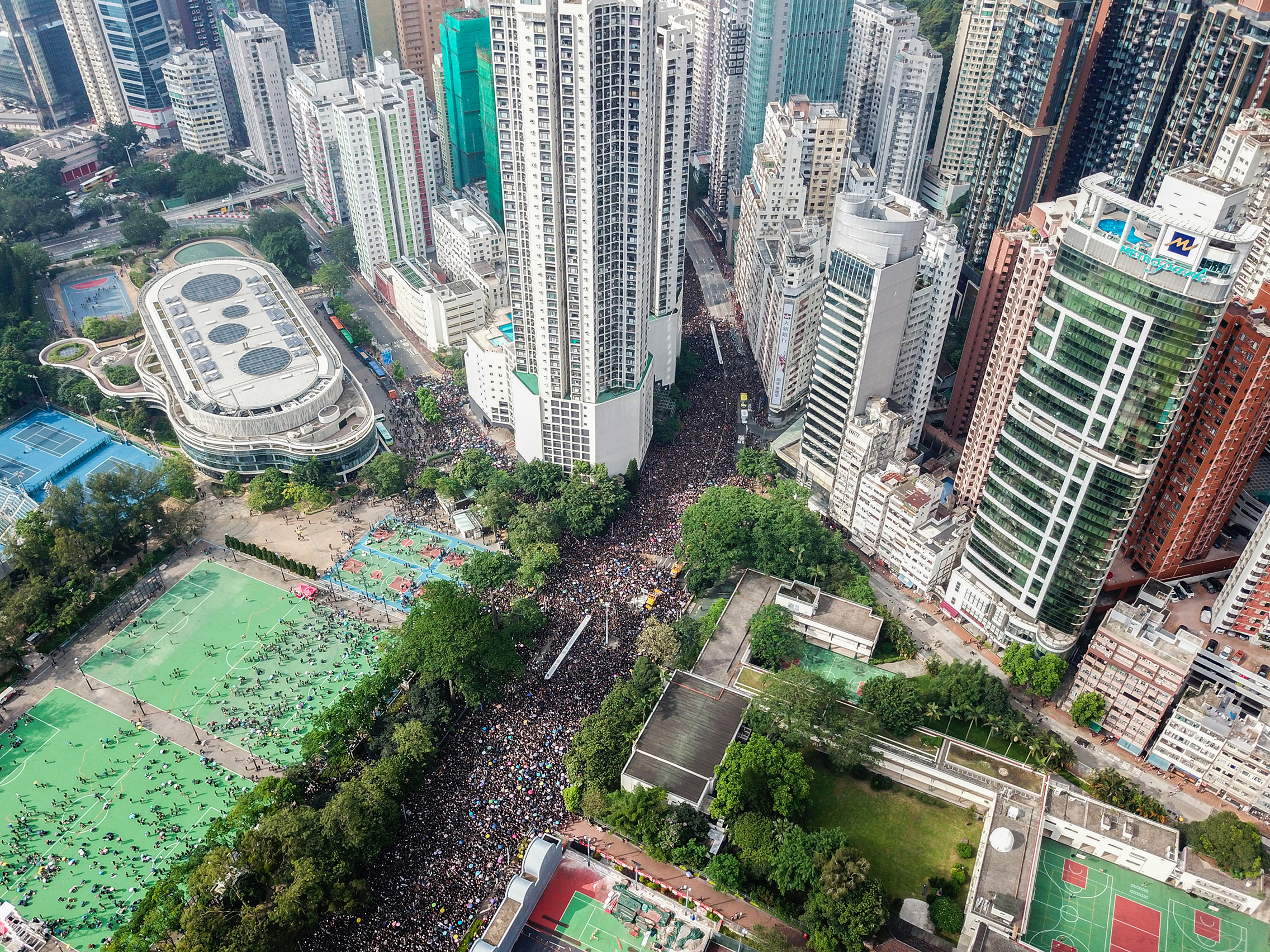
由於遊行人士太多，部分市民選擇從英皇道出發
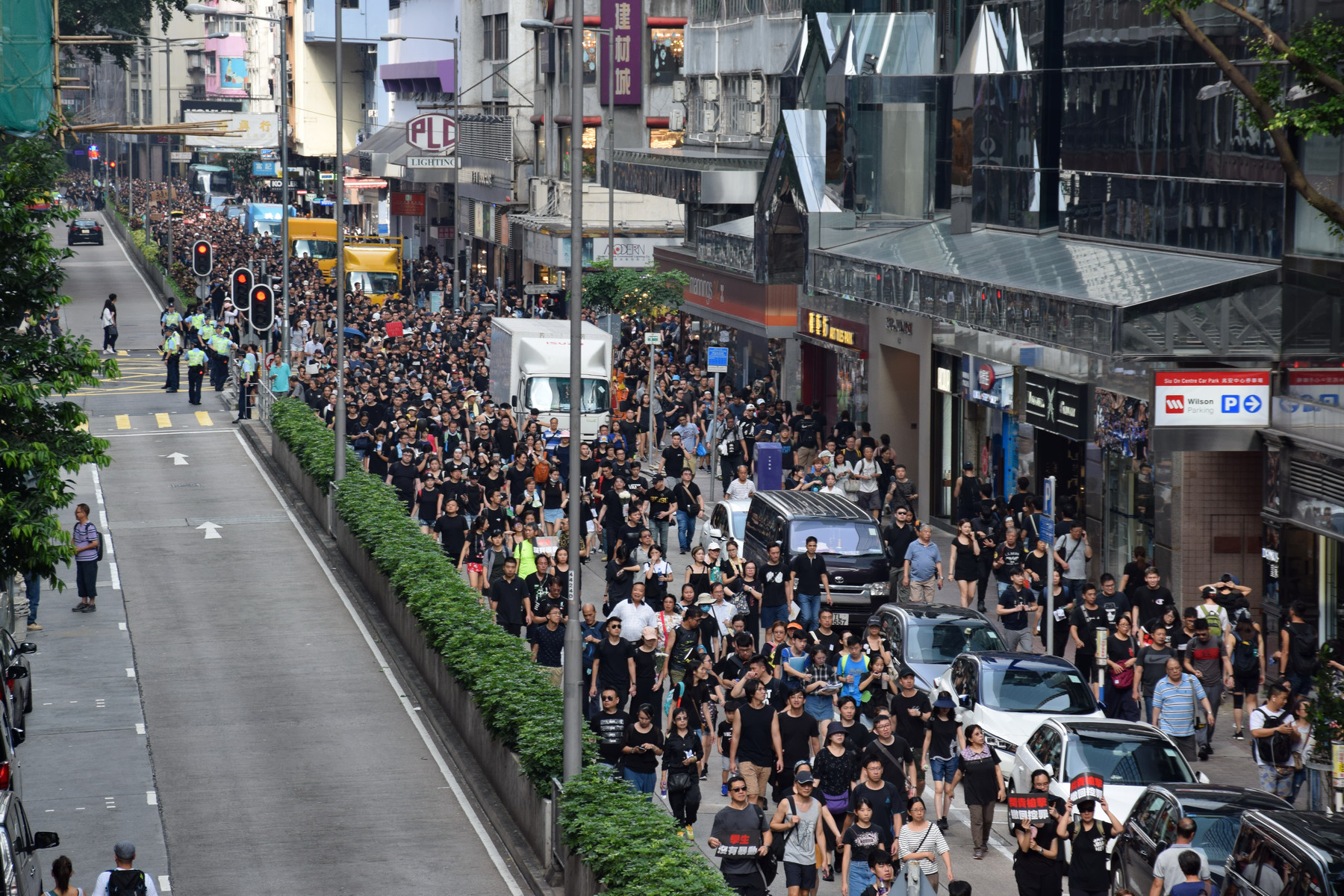
由於人潮洶湧，部分遊行人士經駱克道前往遊行終點
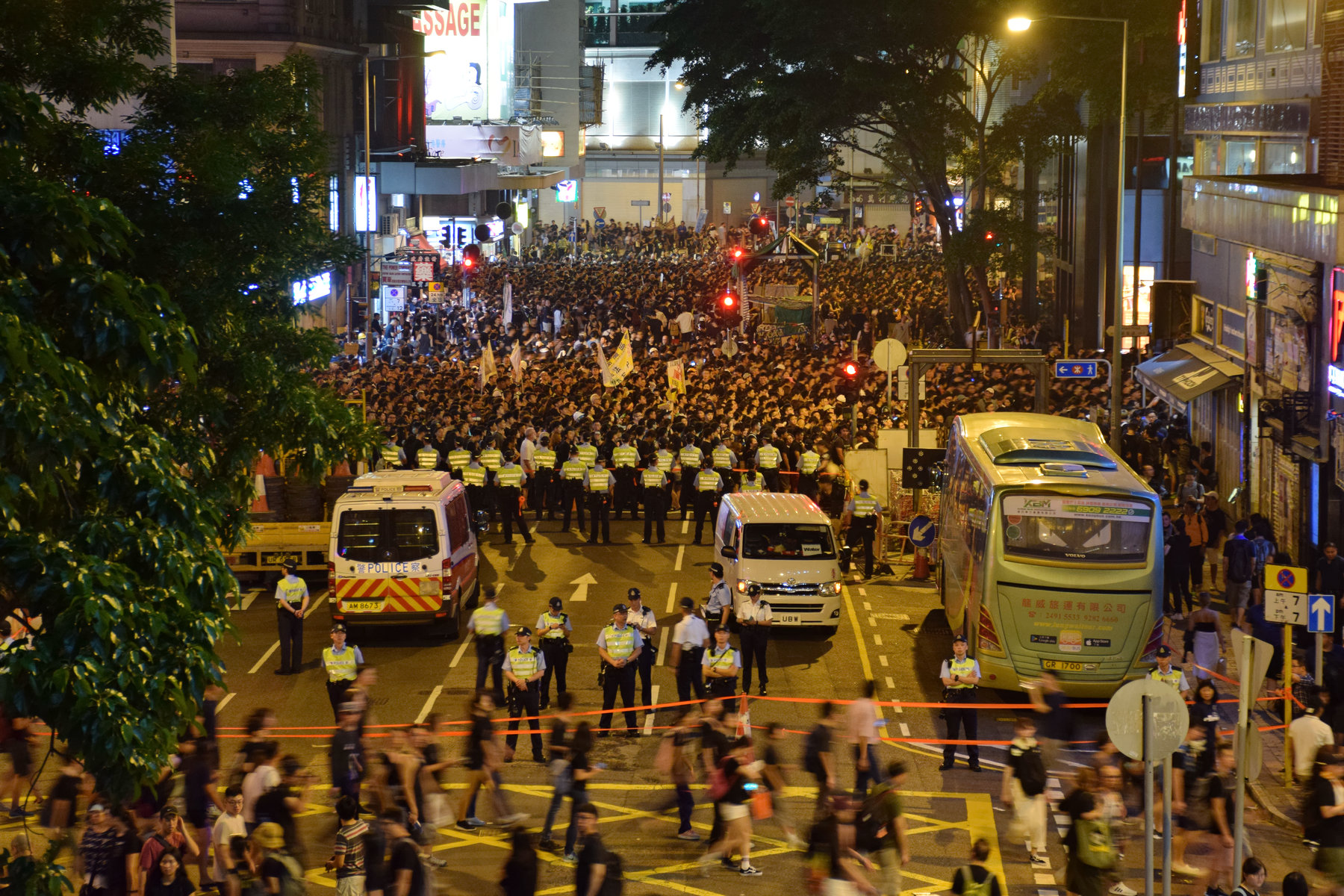
遊行人士同時佔用軒尼詩道及駱克道，警方則在分域街佈防

下午5時，民間人權陣線稱市民毋須再叫「開路」，因港島區所有可開放的道路皆已開放予遊行人士使用，無法再加開道路。下午5時半，天樂里、灣仔道、莊士敦道亦開放予市民遊行，告士打道加開西行一條行車線疏導人潮。

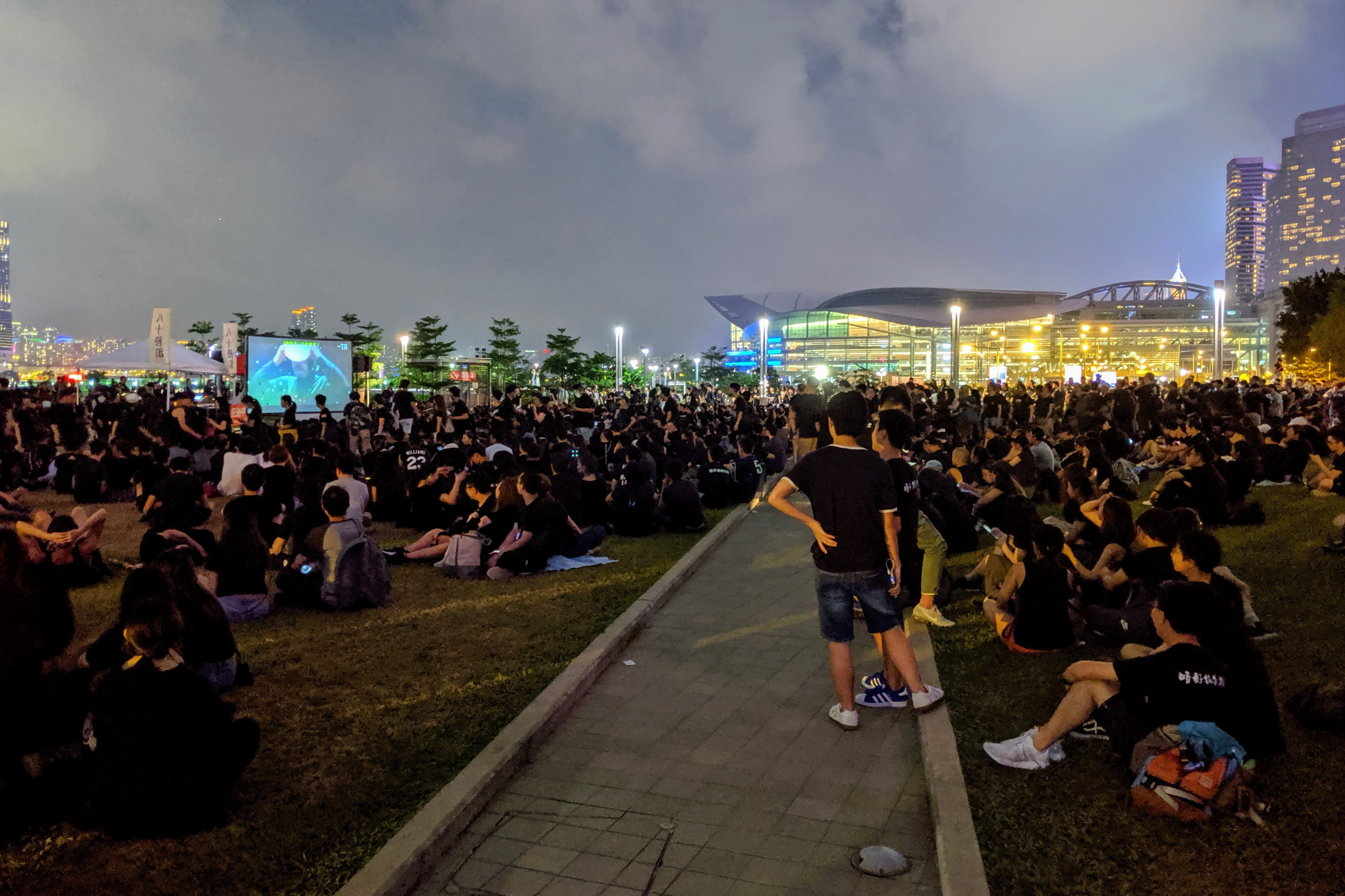
不少完成遊行的示威者到添馬公園參與反送中集會

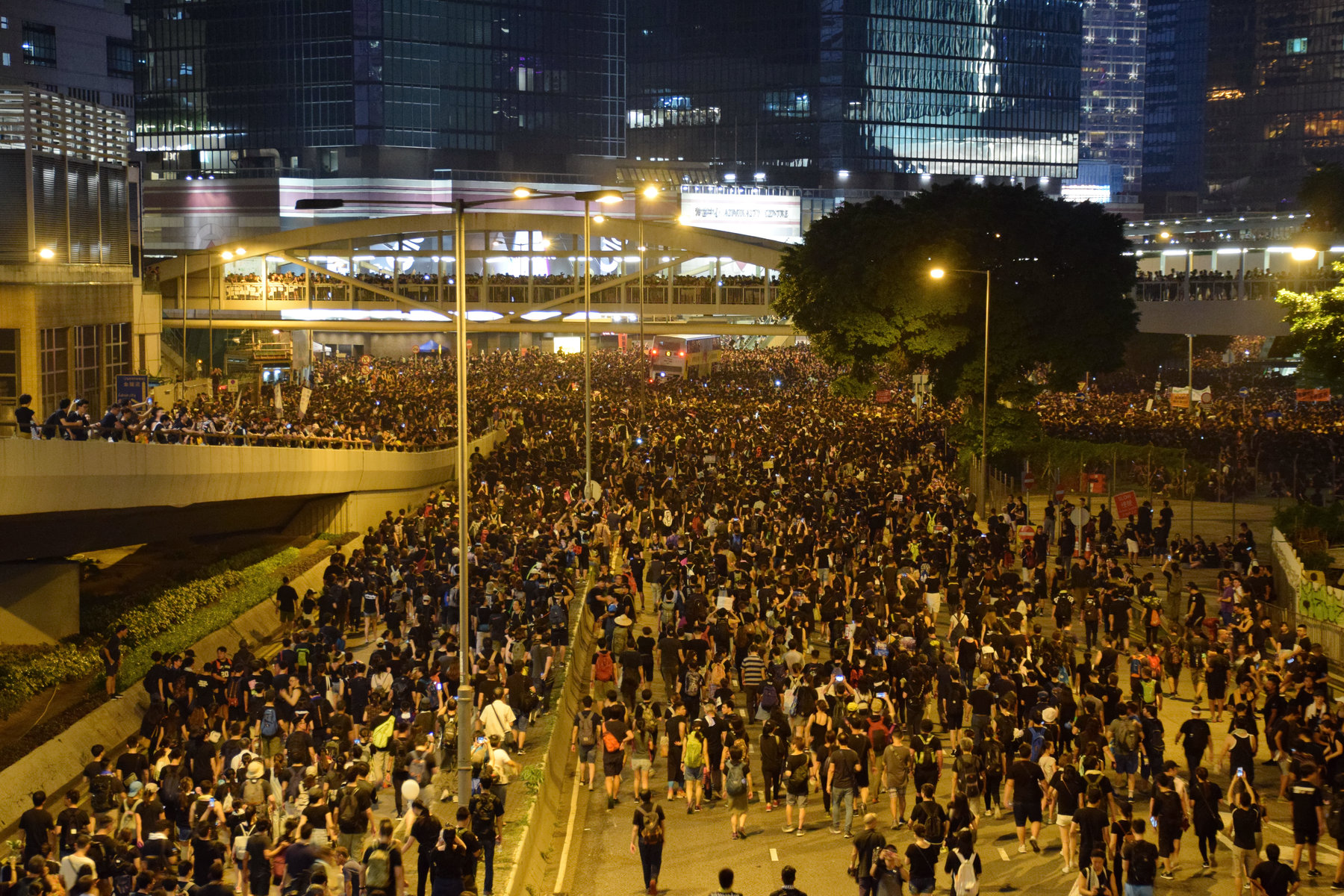
經駱克道及告士打道遊行人士到達金鐘夏慤道

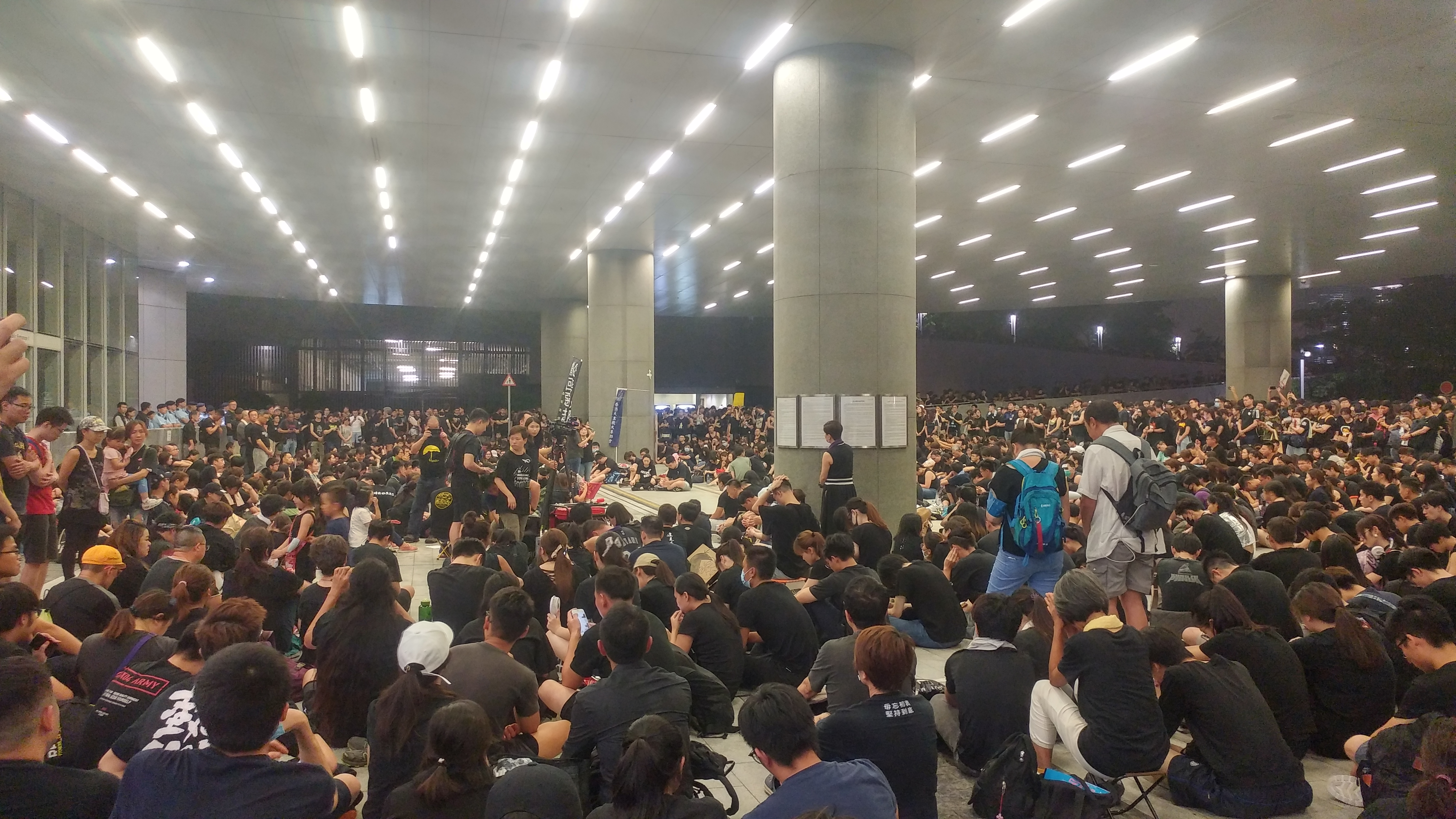
在晚上9時許於立法會示威區聚集的示威者

下午6時許，維多利亞公園內的市民已全數出發。警方因而將高士威道解封，在稍後時分前往維園加入遊行的市民須前移至糖街加入隊伍。同時，由於遊行人士眾多，有市民開始在海富中心對開行出夏慤道繼續遊行，並有人越過分隔東西行線的石壆。大批市民因而跟隨走出行車線，變相佔領夏慤道所有行車線。多部巴士及車輛一度被人潮所困而無法前進，當巴士欲緩慢前進離開現場時，位於該處的人群即散開讓出路面使車輛駛離。此舉被稱爲香港版「摩西分紅海」，被稱讚為展現香港人的優秀遊行秩序。
入黑後，仍有大量市民加入遊行，令遊行隊伍尚未出現實質隊尾。至晚上9時許，遊行隊伍的隊尾才到達灣仔修頓球場附近。而警方則在龍尾殿後清場，呼籲隊尾後的人士返回行人路繼續遊行。晚上11時許，警方將龍尾推進至灣仔警察總部對出金鐘道後停止前進。負責解封軒尼詩道的警員在完成任務後，已向警察總部方向離去，軒尼詩道與金鐘道交界只有數名警員駐守。
金鐘道於晚上11時許，仍有大批市民聚集。他們在太古廣場外透過擺放鮮花及默哀，悼念前一日在該處墮樓身亡的示威者梁凌。另一主要幹道夏慤道，連同附近的龍和道、添華道及添美道，於午夜過後仍有大批市民徹夜留守，如同佔領該等道路。集會人士普遍不接受林鄭月娥的書面致歉，並不時有市民高叫「林鄭下台」、「撤回」以及批評無綫電視等口號，有市民沿著夏慤道一帶打鼓遊行，亦有人唱聖詩。金鐘站連接政府總部的行人天橋掛起多幅寫上「我們不是暴徒」、「撤回修例」、「反送中」等標語的橫額和直幡。當時，一批民主派立法會議員到達到市民留守的地方，他們提醒示威者要保持「不流血、不受傷、不被捕」。鄺俊宇表示，不能再承受有示威者受傷，希望留守市民互相照顧。而胡志偉則表示，留守人士已成功佔領金鐘主要幹道，足以向林鄭月娥施壓，並呼籲留守市民小心。
| 遊行人士讓路景象 此舉被稱爲香港版「摩西分紅海」，被稱讚為展現香港人的優秀遊行秩序                                                              |
| - 軍器廠街路口 遊行人士主動讓路予救護車經過 - 在金鐘道 遊行人士主動讓路予救護車經過 - 在夏慤道的巴士欲離開現場時，人群即散開讓出路面使車輛駛離 |

### 6月17日及18日
凌晨2時許開始，大多數遊行市民雖然已經離開，但在清晨6時許，示威者仍控制政府總部、夏慤道、龍和道和立法會附近街道等，其中夏慤道則仍有近100人留守，而特首辦內有多輛警車戒備。到早上7時，警察公共關係科高級警司（社區關係）余鎧均呼籲留守在夏慤道和龍和道的示威者路回到行人路留守，強調並非清場。約150名警員和談判專家沿路呼籲示威者離開，但最後談判1小時後失敗而回，警方於早上8時暫時撤離。另一方面，由於沒有示威者防守龍和道，警員移除示威者築起的防線後便離去，道路在8時半重開。政府亦公佈，政府總部繼續關閉。
到早上10時，原本坐在夏慤道馬路及兩旁路壆的示威者清理街上的垃圾後，分別往添馬公園、添美道的行人路和立法會外示威區留守，讓夏慤道恢復通車。有參與商討的示威者希望不再阻礙交通，能夠得到市民認同，同時向政府釋出善意。到場協調的立法會議員區諾軒稱佔領馬路的行動會有反效果，建議示威者保留實力。到10時53分，夏慤道已恢復通車。
當日下午，約400名民眾聚集於立法會示威區留守。當時，集會人士曾討論多個建議，包括有人提議遊行到禮賓府、再為在太古廣場墮樓的人舉辦追悼會等，但未有下一步行動的共識。下午4時，朱凱迪號召市民到行政長官辦公室外集會，提出要求林鄭月娥撤回《逃犯條例》修訂草案，及收回將6月12日衝突定性為暴動的決定。他認為應為林鄭月娥的回覆定下限期，不應無了期地等待。當時，示威者人數多達逾千人，不少人直接站在龍和道上，亦有人就在馬路上放置雪糕筒阻止車輛行駛，令該道路受阻，變相佔領龍和道。晚上時分，特首辦外依然有逾500人聚集，至6月18日凌晨時分餘下百餘人留守，但現場情況平靜。當時，龍和道所有行車線仍然被示威者放置雪糕筒佔領，警員自6月17日下午起沒有阻止他們，道路因而未恢復通車。
6月18日凌晨3時，因天雨關係，仍然留在現場的數十個示威者轉移到立法會示威區留守，龍和道已沒有任何示威者聚集。當日6時許，當警員清走位於該路的雪糕筒後，龍和道恢復行車。而特首辦對出的添華道仍然封閉。現場有大量警員駐守，亦架設多重鐵馬。政府總部亦重開。

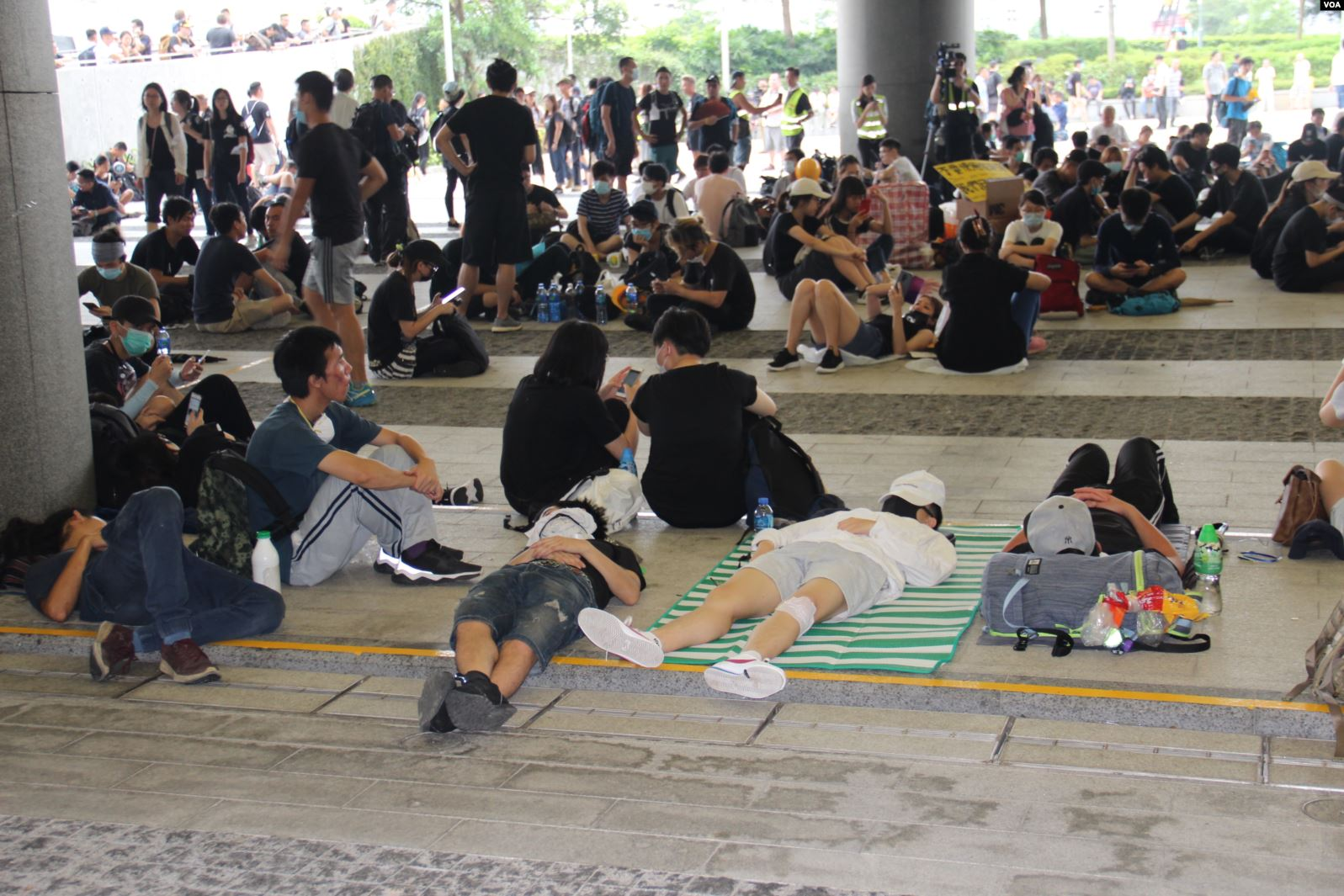
6月17日，立法会示威区内席地而躺的抗议者不愿离去
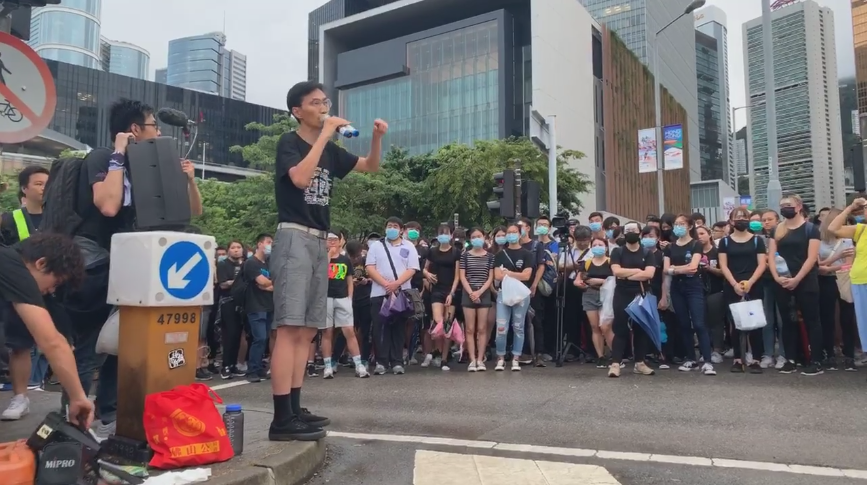
6月17日下午，朱凱迪號召市民到行政長官辦公室外集會，現場遊行人士正在討論是否需設置等候與林鄭會面的「死線」

## 參與人數
具體人數有爭議。香港遊行的主辦方與警方公布人數慣來相差數倍，部分香港人早習慣取其平均；又或者直接忽視警方提供的數據，因為警方點算人數以「起步」及「高峰時」為準，不同於主辦方或第三方統計以「總人數」為準。但因為這次海外傳媒關注，人數統計得到前所未有的監督，統計的方法學及其政治化亦得到外媒深入報導。是次主辦方民陣公佈遊行人數「接近200萬零1人」（該「1人」代表6月15日因反修例訴求而墮樓身亡的梁凌），打破1989年5月28日聲援八九民運的全球華人大遊行之150萬人紀錄，成為香港歷史上主辦方公佈人數最多的遊行；而警方則公布高峰人數為33.8萬，雙方提供的數據差異之大，惹來外媒如路透社、BBC、天下雜誌等廣泛質疑。由於遊行倉促成行，不像6月9日與7月1日的遊行般有充足時間準備人工智能協助客觀統計，遊行雙方誇張的人數統計令到人工智能取代傳統點算之議方興未艾。。眾多第三方統計之中，路透社與一眾日本傳媒僅引用了在現場調試人工智能系統的葉兆輝所提供的估算「50－80萬人」。
其他未被外媒引用的第三方統計有：建築測量師姚松炎博士沒到場，憑人流量公式推算1,120,000至1,840,000人；香港科技大學經濟系雷鼎鳴派員到場，以面積乘以人口密度推算有40萬人，惟得州州立大學地理系副教授鄒之喬於覆檢雷鼎鳴在6月9日得出的數據，指當時面積應為14.8萬平方米，該次遊行更大但雷氏訂正面積亦僅為10.5萬平方米；傳媒人李鴻彥委托梁元邦的公司用大數據追蹤關鍵字的Trending moving average，事前預測892,000（置信區間85%）至1,442,000（置信區間72%）人，事前警告輿情洶湧。
在9月13日民陣對9月15日集會和遊行被警方發反對通知書而作出上訴中，代表警方的律政司政府律師陳嘉恒指若15日集會和遊行再有200萬人參加，警方未必有能力維持秩序為由反對上訴。

## 全球聲援示威
6月16日遊行舉辦後，世界各地繼續有城市舉辦反對逃犯條例修訂草案的示威集會與遊行。
| 北美洲（9個）                                                                                    | 大洋洲（8個）                                                                      | 亞洲（4個）                                      | 歐洲（2個）          |
| ------------------------------------------------------------------------------------------------ | ---------------------------------------------------------------------------------- | ------------------------------------------------ | -------------------- |
| - 美国 - 華盛頓 - 紐約 - 休斯敦 - 三藩市 - 聖地牙哥 - 洛杉磯 - 加拿大 - 溫哥華 - 卡加里 - 多倫多 | - - 悉尼 - 墨爾本 - 布里斯班 - 坎培拉 - 珀斯 - 阿德萊德 - 荷伯特 - 新西兰 - 奧克蘭 | - 中華民國（臺灣） - 台北 - 新北 - 台中 - - 首爾 | - 英国 - 倫敦 - 劍橋 |

## 回應

### 特區政府
政府發言人在6月16日晚上8時29分發表新聞稿，行政長官林鄭月娥就修例致歉，但沒有回應遊行主辦方民陣的任何一項訴求。
|              | 政府明白市民遊行是出於對香港的關心和熱愛。 對於市民一直以平和、理性方式表達意見，行政長官清楚聽到... 政府重申並無重啟程序的時間表。 行政長官承認由於政府工作上的不足，令香港社會出現很大的矛盾和紛爭，令很多市民感到失望和痛心， 行政長官為此向市民致歉，並承諾會以最有誠意、最謙卑的態度接受批評，加以改進，為廣大市民服務。 |
| ——政府發言人 | |

6月18日，林鄭首次在616大遊行後公開露面，親自向市民致歉，但沒有如外界所料般鞠躬道歉或正式撤回修例。
| “                          | 我在此向每一位香港市民真誠道歉 | ” |
| ——林鄭月娥，政府總部記者會 |                                |   |

### 中央政府
2021年9月24日，中國外交部發佈《美國干預香港事務、支援反中亂港勢力事實清單》，細數過去兩年美國及西方國家針對香港事務發聲及採取行動的事件。外交部批評美國眾議院議長蘭茜·佩洛西的言論，並反指當日大遊行是「公然縱容和鼓勵反中亂港分子採取違法暴力手段同中央和特區政府對抗」。

## 法庭案件
一名26歲男銷售員參與遊行後，因被指在中環碼頭與一名63歲中年男子因插隊問題口角並推跌他，最後該人在兩日後不治，死因是顱骨骨折及腦部受損。而售貨員其後被捕，被控告誤殺罪。案件在高等法院進行審訊，銷售員否認一項誤殺罪。7人陪審團經5小時退庭商議，到2022年1月17日以6比1裁定被告無罪。

## 外部鏈接
- How Big Was Sunday’s Protest In Hong Kong? These Aerial Images Show You（页面存档备份，存于） - 紐約時報 （英文）